# Lubrín
Lubrín é um município da Espanha 
na província de Almería, comunidade autônoma da Andaluzia, de área 138 km² com população de 1751 habitantes (2009) e densidade populacional de 12,69 hab/km².

## Demografia
| Variação demográfica do município entre 1996 e 2008 | Variação demográfica do município entre 1996 e 2008 | Variação demográfica do município entre 1996 e 2008 | Variação demográfica do município entre 1996 e 2008 |
| --------------------------------------------------- | --------------------------------------------------- | --------------------------------------------------- | --------------------------------------------------- |
| 1996                                                | 2001                                                | 2004                                                | 2008                                                |
| 1823                                                | 1673                                                | 1667                                                | 1784                                                |